# Harvey Fierstein
Harvey Forbes Fierstein (Brooklyn, 6 de junio de 1954) es un actor y escritor teatral estadounidense, famoso por haber ganado dos premios Tony (1982) como escritor y protagonista de su obra Torch Song Trilogy, acerca de un transformista gay en busca del amor verdadero y la familia, además de por escribir la premiada adaptación del musical La Cage aux Folles. También es un activista de los derechos civiles de los homosexuales.

## Vida personal
Fierstein nació en Brooklyn, hijo de Jacqueline Harriet (de soltera Gilbert), una bibliotecaria de escuela, e Irving Fierstein, un fabricante de pañuelos. Fue educado en la fe judía, aunque actualmente Fierstein es ateo.
Fierstein ocasionalmente escribe en columnas sobre temas homosexuales. Se declaró públicamente "gay" cuando muy pocas personas famosas lo hacían. En el pasado actuó como humorista y transformista. Fierstein reside en Ridgefield (Connecticut).

## Carrera
Este actor de voz grave es conocido principalmente por su actuación en la obra teatral y la película, escritas por él mismo, Torch Song Trilogy (Trilogía de Nueva York). Había escrito e interpretado el papel protagonista fuera de Broadway (con el joven Matthew Broderick) y en Broadway (con Estelle Getty y Fisher Stevens). En 1982 ganó con esta obra ganó dos premios Tony, a la mejor obra y al mejor actor teatral, dos premios Drama Desk, a la mejor obra nueva y al mejor actor de obra teatral, y el premio Theatre World, y con la adaptación cinematográfica fue nominado al premio Independent Spirit como mejor interpretación masculina principal.
Fierstein también escribió el libreto para el musical La Cage aux Folles (1983), por el que ganó otro premio Tony, esta vez para el mejor libreto de musical, y una nominación a los Drama Desk al mejor libreto. Participó con Peter Allen en 1988 en el musical Legs Diamond, que fue un fracaso comercial y de crítica, y que cerró tras 72 preestrenos y 64 representaciones. Entre sus otras obras como escritor teatral se incluyen Safe Sex, Spookhouse, and Forget Him.
En 2007 Fierstein escribió el libreto para el musical A Catered Affair en el que también interpretó el papel protagonista. Tras varias pruebas en el teatro Old Globe de San Diego en otoño de 2007, empezaron los preestrenos en Broadway en marzo de 2008 y se estrenó el 17 de abril. Fue nominado al premio Drama Desk al mejor libreto de musical, y el espectáculo ganó el premio Drama League a la mejor producción de musical.
En 2010 se anunció que Fierstein adaptaría Newsies, una película musical de Disney, para los escenarios, junto con Alan Menken (música) y Jack Feldman (letras).

### Actuaciones

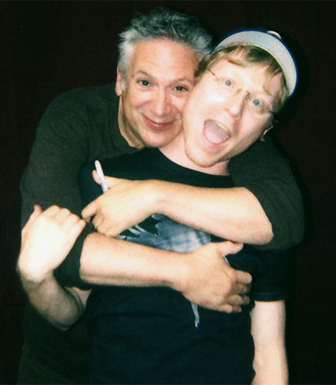
Harvey Fierstein (izquierda) con Anthony Rapp en el mercadillo y subasta anual de Broadway Cares/Equity Fights AIDS, septiembre de 2006.

Fierstein debutó interpretativamente en el teatro experimental La MaMa en la única obra de Andy Warhol, Pork.  Fierstein continuó actuando en La MaMa y otros escenarios mientras estudiaba para convertirse en pintor en el instituto Pratt de Brooklyn. Se licenció en bellas artes en 1973. Fierstein interpretó tres veces un papel en The Haunted Host de Robert Patrick: en Boston en 1975, en el La MaMa y posteriormente en el circuito de fuera de Broadway en 1991. Además de sus interpretaciones en Torch Song Trilogy, La Cage aux Folles y A Catered Affair, Fierstein actuó en otras obras de Broadway como el papel de la madre, Edna Turnblad, en Hairspray (2002), por el que ganó el premio Tony al mejor actor protagonista de musical. Posteriormente reemplazó a Alfred Molina en el papel de Tevye en la reposición de 2004 de El violinista en el tejado. Fierstein y Tommy Tune son las dos únicas personas en haber ganado premios Tony en cuatro categorías distintas.
Además de su papel protagonista en la versión cinematográfica de su obra Torch Song Trilogy, Trilogía de Nueva York, coprotagonizada por Matthew Broderick y Anne Bancroft, Fierstein interpretó otros papeles en el cine en Balas sobre Broadway de Woody Allen, el hermano maquillador de Robin Williams en Mrs. Doubtfire, y Merv Green en Death to Smoochy. Además intervino en Garbo Talks, Dúplex, Kull el Conquistador y Independence Day. Fue el narrador del documental The Times of Harvey Milk, que ganó un premio Emmy a las noticias y documentales. También puso la voz a Yao en la película de Disney Mulan, un papel que repetiría para la secuela Mulan II y varios videojuegos como Kingdom Hearts II.
En televisión Fierstein le puso la voz al ayudante de Homer en el episodio de los Simpson, "Simpson y Dalila" y a Elmer en el especial de la HBO de 1999 basado su libro infantil The Sissy Duckling (el patito mariquita), que ganó el premio Humanitas a la animación para niños. Fierstein fue el primer actor abiertamente gay que protagonizó en una serie de televisión estadounidense al interpretar el papel del diseñador de moda Dennis Sinclair en la serie de la CBS Daddy's Girls. Además ha aparecido en Miami Vice, Murder, She Wrote, y el telefilm para Showtime Common Ground (que también había escrito él), y en Cheers, por el que fue nominado al mejor actor de reparto de una serie de comedia. Hizo un tributo a Katie Couric cantando en el programa Today el 31 de mayo de 2006, en su último día como presentadora. Apareció como Heat Miser en el remake de El año sin un Santa Claus en diciembre de 2006. Entre sus actuaciones más recientes se cuentan un episodio de Padre de familia, en la que interpretaba a una madre gorda y fumadora empedernida y un episodio de la segunda temporada de la serie Nurse Jackie en la que interpretaba al marido de un hombre moribundo. También le puso la voz a Lily el episodio Last Cigarette Ever de a serie How I Met Your Mother cuando estaba afónica por el tabaco.
Fierstein regresó al teatro en el papel de Tevye, sustituyendo a Chaim Topol en la gira de El violinista en el tejado que empezó en diciembre de 2009. El 15 de febrero de 2011 sustituyó a Douglas Hodge como Albin/Zaza en la reposición en Broadway de La Cage aux Folles dando la réplica a Jeffrey Tambor que interpretaba a, aunque pocos días después Tambor abandonó, según los productores por complicaciones debidas a una reciente operación de cadera; por lo que Christopher Sieber lo sustituyó rápidamente. El espectáculo se clausuró el 1 de mayo de 2011 por los bajos resultados de taquilla, tras 433 representaciones y 15 preestrenos en total.

## Filmografía
- Garbo Talks (1984) - Bernie Whitlock
- Miami Vice (1986, en el episodio The Fix) - Benedict
- Apology (1986) - el marginado
- Tidy Endings (1988) - Arthur
- Trilogía de Nueva York (1988) - Arnold Beckoff
- Especiales tras la escuela de la ABC (1991, en el episodio In the Shadow of Love: A Teen AIDS Story «En las sombras del amor: una historia de sida de adolescentes») - Andrew
- Cheers (1992, en el episodio Rebecca's Lover... Not «El amante de Rebeca... no») - Mark Newberger
- La cosecha (1992) - Bob Lakin
- Murder, She Wrote (1992, en el episodio The Dead File «El archivo de la muerte») - Stan Hatter
- Mrs. Doubtfire (1993) - tío Frank Hillard
- Balas sobre Broadway (1994) - Sid Loomis
- Daddy's Girls (1994, tres episodios Pilot, American in Paris... Cool, y Keep Your Business Out of My Business) - Dennis Sinclair
- Dr. Jekyll y Ms. Hyde (1995) - Yves DuBois
- Elmo salva la Navidad (1996) - el conejo de Pascua
- Independence Day (1996) - Marty Gilbert
- Everything Relative (1996) - el norirlandés
- White Lies (1997) - el atesorador de arte
- Fame L.A. (1997, en el episodio "Do or Die" «Hazlo o muere») - Jeremy Pinter
- Kull el Conquistador (1997) - Juba
- Safe Men (1998) - Leo
- Jump (1999) - Dish Macense
- Double Platinum (1999) - Gary Millstein
- Common Ground (2000) - Don
- Playing Mona Lisa (2000) - Bennett
- Death to Smoochy (2002) - Merv Green
- Dúplex (2003) - Kenneth
- El año sin un Santa Claus (2006) - Heat Miser
- Nurse Jackie (2010, en el episodio Monkey Bits «mordiscos de mono») - John Decker

Voz de doblaje
- The Demon Murder Case (El caso del asesino demoniaco, 1983) - demonio
- Los tiempos de Harvey Milk (1984) - Narrador
- Los Simpsons (1990, en el episodio Simpson y Dalila) - Karl
- Happily Ever After: Fairy Tales for Every Child (Felices para siempre: cuentos de hadas para todos los niños, 1997, en el episodio "Pulgarcita") - Sra. Leaperman
- Stories from My Childhood (1998, en el episodio "Alice and the Mystery of the Third Planet" «Alicia y el misterio del 3.er planeta») - Grambo
- Mulan (1998) - Yao
- Mulan Story Studio (1998, videojuego) - Yao
- X-Chromosome (1999, serie de TV) - Mamá/cabeza de mamá de pequeña
- The Sissy Duckling (1999) - Elmer
- Mulan 2 (2004) - Yao
- Kingdom Hearts II (2005, videojuego) - Yao
- Farce of the Penguins (La farsa de los pingüinos, 2006) - Sheila la osa panda
- Kingdom Hearts II: Final Mix+ (2007, videojuego) - Yao
- Padre de Familia (2007, en el episodio "La vida pasada de Brian") - Tracy
- Foodfight! (2009, voice) - gato ladrón gordo
- How I Met Your Mother (Como conocí a vuestra madre, 2009, en el episodio Last Cigarette Ever «El último cigarrillo») - voz de fumadora de Lily Aldrin